# Выборы в Думу Ставропольского края (2021)
Выборы депутатов Думы Ставропольского края седьмого созыва в Ставропольском крае состоялись в период 17—19 сентября с завершением в единый день голосования 19 сентября 2021 года.
Жителям Ставропольского края избрали 50 депутатов Думы края седьмого созыва, из них 25 депутатов – по одномандатным избирательным округам и 25 депутатов – по партийным спискам.
Срок полномочий депутатов Думы Ставропольского края — пять лет.

## Ключевые даты
- 17—19 сентября 2021 года — день голосования.

## Организация выборов
Организацией и проведением выборов занимается избирательная комиссия Ставропольского края (председатель Тарасов Сергей Петрович — избран 18 февраля 2021 года).

## Предвыборная кампания
17 июня 2021 года депутаты Думы Ставропольского края приняли постановление в связи с истечением в этом году срока полномочий депутатского корпуса шестого созыва.
Выборы в региональный парламент назначены на 19 сентября.
Заявили о намерении участвовать в выборах депутатов Думы Ставропольского края — «Единая Россия», «КПРФ», ЛДПР, «Справедливая Россия — Патриоты — За правду», «Новые люди», «Российская партия пенсионеров за социальную справедливость», «Коммунисты России».
В связи с отсутствием документов, необходимых для регистрации, отказано в регистрации краевого списка кандидатов в депутаты Думы Ставропольского края седьмого созыва, выдвинутого избирательным объединением партии «Родина» по единому избирательному округу.
На выборы в краевую думу зарегистрировались семь политических партий — «Единая Россия», «КПРФ», «Новые люди», «ЛДПР», «Коммунисты России», «Российская партия пенсионеров за социальную справедливость», «Справедливая Россия — За правду».
13 августа 2021 года стал известен порядок размещения партий в бюллетенях на выборах в Думу Ставропольского края.
С 17 по 19 сентября 2021 года прошли выборы в краевой парламент.
21 сентября 2021 года были подведены итоги выборов Думу Ставропольского края.
В Думу Ставропольского края проходят три политические партии  «Единая Россия», «КПРФ», «Справедливая Россия — Патриоты — За правду».